# Cash game

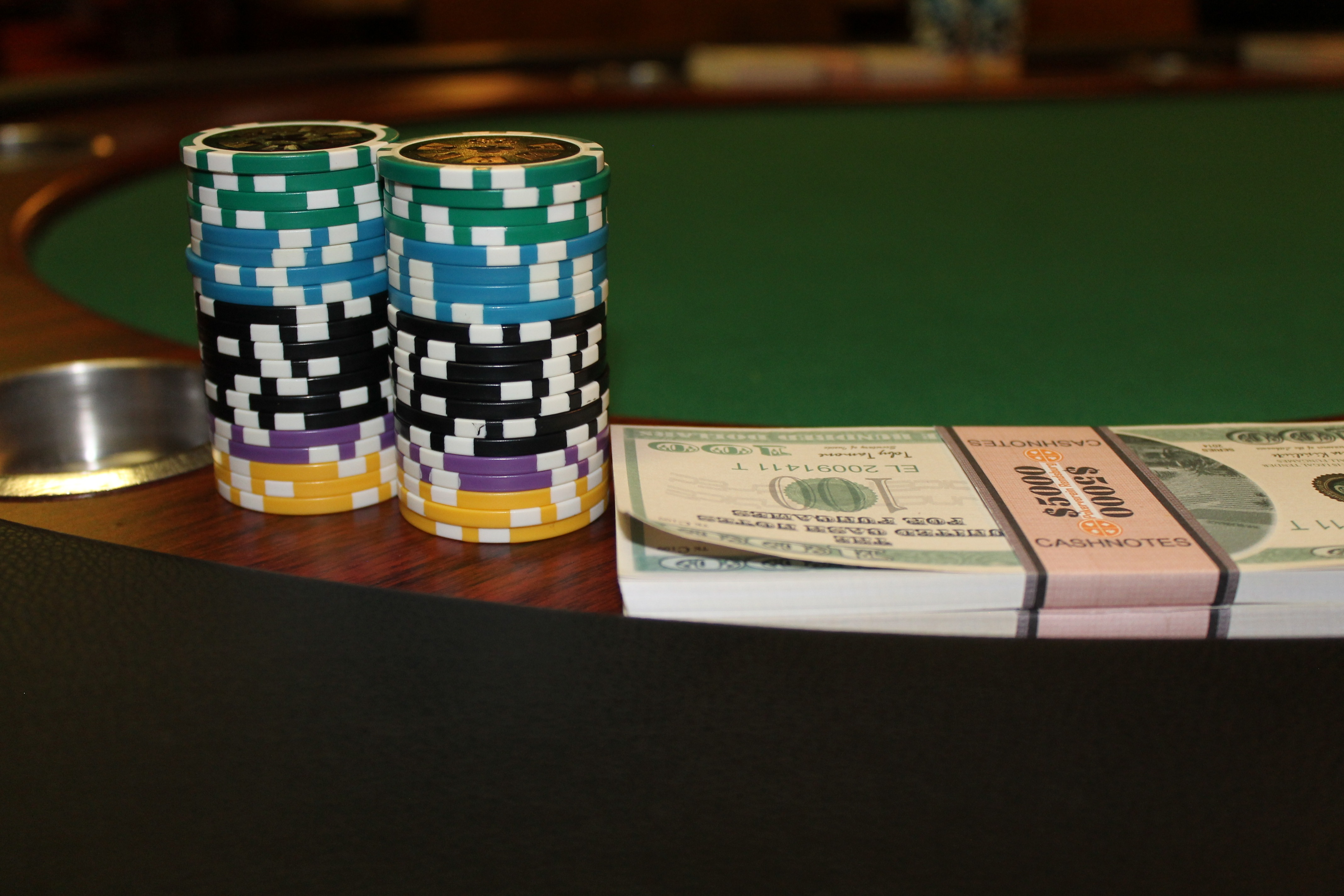
Cash Game

Nel poker il cash game, noto anche come ring game, indica propriamente il poker giocato con denaro reale o, più frequentemente, con gettoni che hanno valore di denaro reale (table stakes).

## Azzardo erake
Il cash game si gioca con molta libertà. Il buy-in è a discrezione del giocatore; inoltre si possono comprare nuovi gettoni, sino al massimo consentito, ogni volta che non si è in gioco, potendo anche lasciare il tavolo in ogni momento.
Queste caratteristiche fanno sì che nel cash game non esista un vero giocatore vincitore, come accade invece nel poker sportivo giocato in tornei.
Quando il giocatore entra nel tavolo può prendere uno qualsiasi dei posti liberi e deve porre il sit in, iniziando a giocare dalla mano successiva, salvo poi poter porre il sit out in qualsiasi momento. Quando si decide di tornare, solitamente bisogna porre un controbuio supplementare se non si è già nel big blind. Inoltre se un giocatore lascia il tavolo prima della mano che lo vedeva come di small o big blind, egli dovrà pagare lo stesso le somme dei blinds: si parla quindi di buio morto (dead blind).
La casa da gioco ha diritto a prelevare una percentuale del piatto (rake) con criteri a sua discrezione. In ogni caso solitamente la casa da gioco non prende alcun rake quando non si arriva al flop (no flop no drop) o quando l'importo del piatto non ha raggiunto determinate cifre. È per questo che nei casinò i giochi sono solitamente a limite fisso (limit): infatti questa modalità è meno dispendiosa per i giocatori che, potendo giocare più piatti, permettono al casinò di raccogliere i rake. Infatti in modalità no limit i giocatori migliori riuscirebbero troppo facilmente a mandare a casa in poche mani i principianti.

## Normativa

### Italia
Il cash game giocato dal vivo è considerato gioco d'azzardo secondo le normative italiane, ad eccezione del gioco nei 4 casinò autorizzati (Casinò di Campione, Casino de la Vallée, Casinò di Sanremo, Casinò di Venezia).
Il cash game online è regolamentato dal decreto AAMS n. 2011/190/Cgv dell'8 febbraio 2009, pubblicato in Gazzetta Ufficiale il 9 marzo 2011 (serie generale n. 56), attuativo dell'art. 24 della legge n. 88 del 7 luglio 2009 (commi da 11 a 26).